# Explosion de Ryanggang

L'explosion de Ryanggang est une puissante explosion qui est survenue en Corée du Nord le 9 septembre 2004, dans la province de Ryanggang près de la frontière chinoise. La cause et la nature de l'explosion sont toujours l'objet de spéculations.

## Médiatisation
L'incident a été rendu public dans les médias internationaux le 12 septembre 2004, à partir d'une dépêche de l'agence sud-coréenne Yonhap citant une source de Pékin, mentionne qu'un champignon nucléaire aurait été aperçu. Néanmoins, le secrétaire d'État des États-Unis, Colin Powell, déclara qu'aucune indication ne permettait de prouver le caractère nucléaire de l'explosion, et l'absence de détection d'une variation anormale d'isotopes radioactifs dans l'atmosphère semble confirmer cette hypothèse. L'absence d'activité sismique infirme toute cause naturelle.
Aucune source nord-coréenne n'a confirmé l'existence d'un incident, la version officielle défendant la thèse d'un usage d'explosifs afin de construire un barrage, démentie par des sources sud-coréennes. Il pourrait alors s'agir d'une explosion de produits chimiques, provoquée de façon délibérée ou accidentelle. Cet évènement renforça la pression sur la Corée du Nord, dans le contexte des pourparlers internationaux pour le démantèlement de ses installations nucléaires.

### Films
- En territoire ennemi 2